# 1849 v športu
1849 v športu.

## Konjske dirke
- Grand National - zmagovalec Peter Simple, jahač Tom Cunningham

## Rojstva
- 30. avgust – Cal McVey, ameriški igralec bejzbola
- 14. december – O.P. Caylor, ameriški pisec in organizator bejzbola